# Wibawa Muktistadion
Het Wibawa Muktistadion is een multifunctioneel stadion in Cikarang, een stad in Bekasi in de provincie  West-Java op het Indonesische eiland Java.
Dit stadion werd gebouwd om te kunnen worden gebruikt op het Pekan Olahraga Nasional, de Nationale Spelen van Indonesië, van 2016. Het stadion werd geopend in 2014. De voetbalclub Persikasi Bekasi maakt gebruik van dit stadion. In het stadion is plaats voor 28.778 toeschouwers.
Er werden een aantal internationale wedstrijden gespeeld door het Indonesisch voetbalelftal. Het ging daarbij om vriendschappelijke wedstrijden. Dit stadion was ook één van de stadions op het voetbaltoernooi van de Aziatische Spelen van 2018. In totaal werden er twaalf wedstrijden gespeeld. Acht daarvan waren groepswedstrijden. De overige vier werden gespeeld in de achtste finales van het toernooi.

## Internationale wedstrijden
| No. | Datum             | Wedstrijd              | Uitslag | Toernooi          |                  |
| --- | ----------------- | ---------------------- | ------- | ----------------- | ---------------- |
| 1.  | 11 september 2018 | Indonesië – Mauritanië | 1–0     | Vriendschappelijk | Onderlinge duels |
| 2.  | 10 oktober 2018   | Indonesië – Myanmar    | 3–0     | Vriendschappelijk | Onderlinge duels |
| 3.  | 16 oktober 2018   | Indonesië – Hong-Kong  | 1–1     | Vriendschappelijk | Onderlinge duels |